# Weckt die Toten!
Weckt Die Toten! (Despierten/Despierta A Los Muertos, en español) es el tercer álbum de estudio de la banda alemana de Folk metal In Extremo, Weckt Die Toten! es el debut de In Extremo en el Folk Metal, ya que sus dos discos anteriores, Gold y Hameln, se trataban de discos acústicos de música medieval.

## El disco
El disco está compuesto por temas de sus anteriores discos como "Stella splendens", "Villeman Og Magnhild", "Como Poden" y "Der Galgen", pero rediseñadas para tomar un sonido más fuerte y apropiado para el nuevo género que adoptó la banda, el Folk metal.
Contiene canciones en diversos idiomas como es costumbre, un ejemplo de ello son las canciones "Ai Vis Lo Lop" que está en occitano, "Como poden" en gallego y "Hiemali Tempore" en latín, entre otras. Weckt die Toten! salió a la venta dos meses después de Hameln.

## Lista de canciones
| N.º   | Título                           | Escritor(es)                              | Duración |  |
| 1.    | «Ai Vis Lo Lop» (Veo al Lobo)    | Tradicional / In Extremo                  | 3:59     |  |
| 2.    | «Stella Splendens» (De Hameln)   | Llibre Vermell de Montserrat / In Extremo | 1:18     |  |
| 3.    | «Hiemali Tempore»                | Carmina Burana / In Extremo               | 4:14     |  |
| 4.    | «Rotes Haar»                     | Rhein Villon / In Extremo                 | 5:02     |  |
| 5.    | «Villeman Og Magnhild» (De Gold) | Tradicional / In Extremo                  | 3:44     |  |
| 6.    | «Como Poden» (De Gold)           | Cantigas de Santa María / In Extremo      | 3:19     |  |
| 7.    | «Palästinalied»                  | Walther von der Vogelweide / In Extremo   | 5:19     |  |
| 8.    | «Vor vollen Schüsseln»           | Tradicional / In Extremo                  | 3:32     |  |
| 9.    | «Maria Virgin»                   | Cantigas de Santa María / In Extremo      | 4:56     |  |
| 10.   | «Totus Floreo»                   | Carmina Burana / In Extremo               | 3:37     |  |
| 11.   | «Der Galgen» (Sencillo de Gold)  | Tradicional / In Extremo                  | 3:28     |  |
| 12.   | «Two Søstra»                     | Tradicional / In Extremo                  | 2:32     |  |
| 45:34 |                                  |                                           |          |  |